# Валковский район
Валковский район, местные жители называют район Валковско́й (укр. Валківський район) — упразднённая административная единица на западе Харьковской области Украины. Административный центр — город Валки.

## География

На границе с Коломакским районом

Площадь — 1011 км². Район граничит на севере с Богодуховским районом, на западе — с Коломакским и Краснокутским районами Харьковской области и Чутовским районом Полтавской области, на юге — с Красноградским и Нововодолажским районами Харьковской области, на востоке — с Харьковским районом.
Основные реки — р. Мжа (её притоки — Турушка, Болгар, Орлик), р. Мерчик, р. Коломак (притока Чутовка).

## История
- Район был образован 7 марта 1923 года и существовал до июля 2020 года.
- С 1959 года по 1998 год в состав Валковского района входили населённые пункты упраздненного Коломакского района.
- В 1998 году Коломакский район был вновь воссоздан с учетом ранее отданных территорий.
- В 2020 году в рамках оптимизации районов в Харьковской области Верховная Рада оставила семь районов (без данного).
- 17 июля 2020 года в рамках административно-территориальной реформы по новому делению Харьковской области[3] район был ликвидирован;[4] его территория присоединена к Богодуховскому району.

## Демография
Население района составляет 31 127 человек (по состоянию на 1 января 2019 г.), в том числе в городских населенных пунктах проживают около 13 755 человек, в сельских — 17 372 человека.

## Административное устройство
Район включает в себя:
| - Городских советов: 1 - Поселковых советов: 2 - Сельских советов: 17 | - Городов: 1 - Посёлков городского типа: 2 - Посёлков: 2 - Сёл: 97 |

### Местные советы
| Валковский городской совет Ковяжский поселковый совет Старо-Мерчинский поселковый совет Александровский сельский совет Барановский сельский совет Благодатненский сельский совет Высокопольский сельский совет Гонтово-Ярский сельский совет Замиський сельский совет Кобзаровский сельский совет | Костевский сельский совет Мельниковский сельский совет Минковский сельский совет Новомерчинский сельский совет Огульцовский сельский совет Перекопский сельский совет Сидоренковский сельский совет Снежковский сельский совет Черемушнянский сельский совет Шаровский сельский совет |

### Населённые пункты
| с. Александровка с. Бараново с. Благодатное с. Бугаевка с. Буровка с. Буряковое с. Буцковка г. Валки с. Великая Губщина с. Великая Кадыгробовка с. Вишневое с. Водопой с. Водяная Балка с. Войтенки с. Высокополье пос. Газовое с. Гвоздево с. Гонтов Яр с. Гребенники с. Гринцов Рог с. Гузовка с. Данильчин Кут с. Доброполье с. Должик с. Дорофеевка с. Журавли с. Завгороднее с. Зайцевка с. Замиськое с. Золочевское (Старо-Мерчинский п/с) с. Золочевское (Шаровский с/с) с. Кантакузовка с. Катричовка с. Кобзаревка | с. Коверовка пгт Ковяги с. Козаченковка с. Колодковка с. Корниенково с. Корсуновка с. Корсуново с. Косенково с. Костев с. Круглик с. Крутая Балка с. Кузьмовка с. Ландышево с. Лисконоги с. Литвиновка с. Майдан с. Малая Кадыгробовка с. Манилы с. Мельниково с. Мизяки с. Минковка с. Мирошники с. Михайловка с. Мичуринское с. Мозолевка с. Нестеренки с. Новоселовка с. Новый Мерчик с. Огульцы с. Ольховское с. Очеретово с. Пасечное с. Перекоп с. Перепелицевка | с. Пески с. Петренково пос. Привокзальное с. Рассоховка с. Редкодуб с. Риздвяное с. Роговка с. Рудой Байрак с. Свинари с. Семковка с. Серпневое с. Сидоренково с. Скельки с. Снежков с. Сосновка с. Старые Валки пгт Старый Мерчик с. Сухая Балка с. Тетющино с. Трофимовка с. Тугаевка с. Тупицевка с. Халимоновка с. Хворостово с. Черемушная с. Шаровка с. Шевченково с. Шелудьково с. Шийки с. Шлях с. Щербиновка с. Яблоновка с. Ясеневое с. Яхременки |

#### Ликвидированные населённые пункты[7]
| с. Биевское с. Волчье | с. Гайворонское с. Ильюховка | с. Коробки с. Обрезановка |

## Политика
Валковский районный совет расположен по адресу г. Валки, ул. Харьковская, 16.
В составе совета 45 депутатов.

## Экономика
В районе по состоянию на начало 2014 года работало 29 сельхозпредприятий, крупнейшими среди которых являются ПСП «Новая жизнь», ПСП «Маяк», ООО «Агротоп», ПАП агрофирма «Восток», ПСП «Шаровка», ЧП «Валмер», СООО «Лан», СПК «Дружба».
Кроме того, свою деятельность осуществляют:
- ООО Валковский завод продовольственных товаров «ГАЛС» (производство пряностей),
- ООО «Восточноукраинская деревообрабатывающая компания» (производство плотничных и столярных изделий),
- ОАО «Харьковдорстрой» Валковский филиал УМШБ-2 (производство асфальтобетона, строительство автодорог),
- ООО «Интерфакт плюс» (производство керамического кирпича),
- ООО фирма «Елавус ЛТД» (производство цемента)[9],
- «Опытное производство», завод Физико-технического института низких температур,
- Валковский завод стройизделий (кирпичный завод) и другие.

## Достопримечательности
- Около села Войтенки находится один из самых больших могильников (около трёхсот захоронений) черняховской культуры в Восточной Украине[10].

## Известные люди
- Шатравка, Николай — повстанческий атаман.
- Вильховский, Семён Михайлович (1905—1984) — советский военный деятель, Полковник. Герой Советского Союза.
- Вольвач, Мария Степановна (1841 — около 1910) — украинская поэтесса, писательница, общественно-культурная деятельница.
- Данильченко, Иван Андреевич (1914—1981) — полковник Советской Армии, военный лётчик, Герой Советского Союза.
- Манойло Николай Фёдорович (1927—1998) — оперный певец, народный артист СССР (1976).